# Акула тигрова
Акула тигрова, Galeocerdo cuvier, належить до сірих акул, і є єдиним членом роду Galeocerdo. Дорослі акули в середньому 3,25-4,25 м в довжину, масою 385—635 кг. Вони можуть досягати довжини понад 5 м та маси  1110 кг. Живуть в океанах тропічного та помірного поясів, але найпоширеніші біля центральних тихоокеанських островів. Тигрові акули не збиваються в зграї, і полюють на здобич здебільшого вночі. Тигровими їх називають через темні смуги на тілі, які з віком стають менш помітними.

## Полювання
Під час полювання тигрова акула пожирає все, що видається їй їстівним. Разом з рибою, головоногими молюсками, дрібними видами акул, черепахами, крокодилами і тюленями в її шлунку можна знайти такі предмети, як каністри з-під бензину, пляшки і банки. Відомі навіть випадки, коли акули ковтали вибухові речовини.
Великі особини тигрових акул нападають на морських черепах. Акула має величезну пащу з могутніми щелепами, всіяними численними гострими зубами трикутної форми. Зуби розташовані в декілька рядів один за одним. Зламані, випалі і пошкоджені зуби акули незабаром заміняються новими. Тигрові акули мають чудовий зір, проте під час полювання найчастіше вони покладаються на інші відчуття. За допомогою нюху акули відчувають у воді навіть зовсім незначну кількість крові, реагують на низькочастотні коливання. Наблизившись до потенційної жертви, тигрова акула реєструє електричні імпульси, що посилаються нервовою системою іншої тварини - завдяки цій здатності вона може полювати в каламутній воді і в темряві. Виявивши здобич, тигрова акула якийсь час кружляє біля неї або торкається до неї носом, потім нападає і убиває. Хапаючи свою жертву, тигрова акула робить обертальні рухи могутніми щелепами, так що її великі зуби розрізають навіть велику здобич на декілька шматків. Інколи під час миттєвої атаки тигрова акула ковтає здобич цілою.
Наближаючись до жертви, тигрова акула оголяє свої могутні зуби та щелепи.

## Спосіб життя
Доросла тигрова акула є сірого або сірувато-коричневого кольору з білим черевом. Молоді особини мають смугасте забарвлення. Величезна тигрова акула живе в прибережних водах тропічного моря і більшу частину життя кочує з місця на місце. За день вона пропливає до 80 км, зупиняючись тільки задля їжі. Влітку акула слідує за теплими течіями до Нової Зеландії або на північ, до берегів Японії, з'являлася навіть поблизу Нью-Йорку. Тигрова акула зимує в екваторіальних водах, а полює серед коралових рифів Тихого й Індійського океанів і в Карибському морі. Тигрова акула володарює на коралових рифах. Іноді вона припливає в теплі затоки й канали, де нападає на тварин, що гріються на мілководді. Тигрова акула нерідко з'являється просто біля берегів і навіть заходить у вузькі протоки, її звичка нишпорити по мілководдю становить серйозну небезпеку для людей, що купаються. Вночі тигрова акула полює біля морського дна.

## Напади на людей
Тигрова акула відповідальна за більшість випадків нападу на людей, що закінчилися трагічно. Великі особини тигрової акули пожирають практично все, що знаходять поблизу. Людей, що купаються, вони також вважають своєю здобиччю. Проте більшість кровожерних акул по суті не є людоїдами. Вони здатні атакувати людину, проте зазвичай залишають жертву (тобто не з'їдають її після нападу). В результаті нападу людина може померти від отриманих поранень. Тигрові акули практично скрізь вважаються найкровожерливішими хижаками. У 1949 р. біля узбережжя Західної Австралії тигрова акула напала на жінку і відірвала їй руку вище ліктя. У Флориді в шлунку убитої акули знайшли ногу чоловіка в новому черевику. З'ясувалось, що це нога рибалки, який пропав в морі за декілька днів до того. Як ще один приклад наводять випадок нападу тигрової акули на двох чоловіків і жінку, коли один з чоловіків був з'їдений, а інший знайшов порятунок на рифі. Хоча аквалангісти характеризують їх як спокійних тварин, але зустріч з ними завжди є ризикованою.
Саме тигрова акула 8 червня 2023 року у єгипетському місті Хургада напала і вбила російського туриста, 23-річного Володимира Попова. Все це відбувалося поряд з пляжем, а очевидці знімали це на відео. На тлі повномасштабного вторгнення РФ в Україну, через цей інцидент українські соцмережі вибухнули мемами, наприклад не обійшлося без жартів про керівника ГУР МО Кирила Буданова. Його і зображували у костюмі акули, й малювали тварину в акваріумі, й навіть "нагородили" її відзнакою. А Сергій Притула навіть звернувся до президента України з пропозицією нагородити акулу орденом "За заслуги" III ступеня. Пізніше цю акулу відловили і витягли зі шлунка останки вбитого чоловіка. Після цього фахівці Інституту морських наук та заповідників Червоного моря зайнялися муміфікацією риби, а її тіло виставили у музеї на загальний огляд.

## Розмноження
Тигрова акула — єдиний вид у своєму сімействі, який є яйцеживородними; її яйця вилуплюються всередині, і дитинчата народжуються живими, коли вони повністю розвинені. Тигрові акули є унікальними серед усіх акул тим фактом, що вони використовують ембрітрофію для вигодовування дитинчат в утробі матері. Молодняк виношується в мішках, наповнених рідиною, яка їх живить. Це дозволяє молодняку різко збільшуватися в розмірах, навіть якщо вони не мають плацентарного зв’язку з матір’ю.
Самки спаровуються раз на три роки. Розмножуються шляхом внутрішнього запліднення. Самець вставляє одну зі своїх черевних відростків (плавників) у статевий отвір самки (клоаку),  які діють як провідник для сперми. Самець використовує свої зуби, щоб утримувати самку нерухомо під час процедури, часто завдаючи їй значного дискомфорту. Парування в Північній півкулі зазвичай відбувається в період з березня по травень, а народження — з квітня по червень наступного року. У Південній півкулі парування відбувається в листопаді, грудні або на початку січня. 
Молодняк розвивається в організмі матері до 16 місяців. Виводки коливаються від 10 до 80 дитинчат. Новонароджене дитинча акули зазвичай становить від 51 до 76 см (20-30 дюймів). Скільки живуть тигрові акули, невідомо, але вони можуть жити довше 12 років.
Самці досягають статевої зрілості, коли їхні розміри становлять  від 2,3 до 2,9 м (7,5-9,5 фута), а самки — від 2,5 до 3,5 м (8,2-11,5 фута). Вага відносно молодих статевозрілих екземплярів, які часто локально складають більшість тигрових акул, які зустрічаються під час риболовлі та наукових досліджень, становить близько 80-130 кг (180-290 фунтів).